# 川崎新田ボクシングジム
川崎新田ボクシングジム（かわさきにったボクシングジム）は、神奈川県川崎市多摩区登戸にあるボクシングジムである。

## 概要
2003年に、第31代OPBF東洋太平洋バンタム級王者の新田渉世によって開設された。
2011年5月16日、黒田雅之が日本ライトフライ級タイトルマッチに勝利して、ジム初の日本王者が誕生した。
2021年1月22日、古橋岳也が日本スーパーバンタム級タイトルマッチに勝利し、川崎市生まれ・川崎市育ち・川崎市のジム所属として初めての日本王者となった。
同じ川崎市に拠点を置くJリーグの川崎フロンターレやBリーグの川崎ブレイブサンダースとはイベントなどで交流している。

## 選手

### 主な現役選手
- 三好喜美佳 (第2代女子東洋太平洋バンタム級王者、第2代同女子スーパーフェザー級王者、初代同女子フェザー級王者)
- 郷司利也子
- 本多航大 (2019年度全日本新人王)
- 伊佐春輔（現日本ミニマム級ユース王者）

### 引退した選手
- 黒田雅之 (第34代日本ライトフライ級王者、2006年度全日本新人王、第56代日本フライ級王者)
- 西田光 (第46代東洋太平洋ミドル王者、第60代日本ミドル級王者)
- 古橋岳也（第44代・46代日本スーパーバンタム級王者、2008年度第55回全日本バンタム級新人王、元OPBF東洋太平洋スーパーバンタム級シルバー王者）